# 孫芸芸
孫芸芸（英語：Yun-Yun "Aimee"  Sun，1978年5月14日—），為台灣時尚名媛和商人，生於台北市，是台灣大哥大創辦人孫道存之女，名媛孫瑩瑩的妹妹，孫智宏之姊。

## 家族背景
- 父親為前太電集團董事長孫道存。
- 母親何念慈為元大證券副董事長。
- 祖父是中國電纜線之父孫法民。

## 學歷
成長期就讀台北美國學校，隨後求學於美國南加州大學經濟學系。

## 家庭生活
1999年6月，21歲的孫芸芸與三僑實業董事長廖偉志之子廖鎮漢完婚，婚後育有一子一女。
2001年，其夫在台北市草創大型購物中心「微風廣場」成功因而聲名大噪。孫芸芸因頻頻於微風廣場曝光而出名。為了推展微風廣場的事業，她經常參加時尚派對，也成了台灣社交界的新寵兒。

## 新聞
2014年，其父孫道存涉及太平洋電信掏空案，並且透過預先財產轉移及宣布破產等方式，規避債權人追討債權。孫道存雖已宣告破產，但其家族靠著事先轉移的資金及股票等，仍過著優渥的生活；甚至在2009年欠稅3億元時，仍被發現與妻子奢華玩樂，因此遭士林分署執行官要求限期償清欠稅。結果孫道存在期限到期日未能全部清賬，僅先以台灣銀行本票1億元償還部分數目，最後由女兒孫芸芸簽名擔保餘下近2億元款項分期還清，才免去牢獄之災。

## 經歷
- 經常擔任自家微風廣場DM的封面女郎[3]。
- 2005年代言台塑Forte系列保養品廣告。
- 2007年一連接拍養樂多300Light及台塑Forte經典風華回齡霜廣告。
- 2007年起代言拍攝日立家電廣告[4]，也現身為日立家電2008、2009兩年的月曆女郎。除此之外，她在許多票選活動都佔有一席之地，堪稱為最受歡迎的「時尚名媛」。她曾在一年內連續三次登上台灣《BEAUTY大美人》雜誌封面人物，為台灣所有熟齡女性最想模仿人物前三名。

## 飾品品牌
2004年曾創個人珠寶品牌「Tiara」，2006年創辦品牌「STAR BY YUN」，2016年成立品牌「YUN YUN SUN」。

## 外部連結
- 孫芸芸官方網站（页面存档备份，存于）（中文）（英文）
- 孫芸芸的新浪微博
- 孫芸芸的Instagram帳戶